# 童繼民
童繼民（英語：Jack Tung Kai Man，1987年1月23日—），香港人，80後，居於土瓜灣。在空中服務超過11年，現任機艙艙務長。2019年反送中運動加入醫療急救隊伍，並開始積極服務土瓜灣海心街坊。

## 簡介
2014年雨傘運動中，童繼民與一眾香港人初嚐催淚彈滋味，因而開始積極關心民生及政治議題，並多次組織探望露宿者及派飯等關心基層市民的義工活動。2019年6月反送中運動中擔任前線急救員，並努力呼籲街坊一起守護香港自由公義，了解自己的權益。童繼民聯同一眾土瓜灣社區主任協助街坊籌組2019年8月17日「光復紅土」遊行，希望香港關注紅磡土瓜灣廉價旅行團過多問題，希望藉此遊行喚起街坊回憶一個沒有團餐、沒有紀念品店、沒有藥妝店的寧靜土瓜灣社區，把社區還於人民。

## 外部連結
- 童繼民的Facebook專頁